# Lodowiec Shackletona
Lodowiec Shackletona (ang. Shackleton Glacier) – lodowiec w Górach Transantarktycznych w Antarktydzie Wschodniej.

## Nazwa
Nazwany przez amerykański Advisory Committee on Antarctic Names (tłum. „Komitet doradczy ds. nazewnictwa Antarktyki”) na cześć Ernesta Shackletona (1874–1922), irlandzkiego podróżnika i badacza Antarktydy . 

## Geografia
Lodowiec Shackletona leży w Górach Transantarktycznych w Antarktydzie Wschodniej. Spływa wzdłuż południka 175°  z Płaskowyżu Polarnego w pobliżu Roberts Massif ku północy przez Góry Królowej Maud i uchodzi do Lodowca Szelfowego Rossa między Mount Speed a Waldron Spurs . 
Mierzy około 96 km długości, a jego szerokość waha się między 5 a 16 km .

## Historia
Lodowiec Shackletona został odkryty podczas badań prowadzonych z powietrza między 29 lutego a 1 marca 1940 roku w ramach programu United States Antarctic Service w latach 1939–1941 .